# Sunan
Sunan-guyŏk (Hán Việt: Thuận An khu vực) là một trong 19 đơn vị hành chính của thủ đô Bình Nhưỡng, Cộng hòa Dân chủ Nhân dân Triều Tiên. Khu vực nằm ở phía bắc của thành phố, giáp với Ryongsong ở phía đông và Hyongjesan ở phía nam. Khu vực được nâng từ huyện lên khu vực nhân dịp kỉ niệm 60 năm sinh nhật của chủ tịch Kim Nhật Thành vào tháng 4 năm 1970.
Khu vực có một số hợp tác xã nông nghiệp. Sân bay quốc tế Sunan và trụ sở của Air Koryo nằm tại địa bàn khu vực. Năm 2008, dân cư khu vực Sunan là 91.791 người, gồm 43.143 nam và 48.648 nữ, trong đó dân cư đô thị là 44.229 người (48,2%).

## Hành chính
Sunan được chia thành 5 dong (động) và 9 ri (lý)
| Phiên âm     | Chosŏn'gŭl | Chữ Hán | Hán Việt       |
| ------------ | ---------- | ------- | -------------- |
| Anhung-ri    | 안흥리     | 安興里  | An Hưng lí     |
| Chaegyon-ri  | 재경리     | 在京里  | Tại Kinh lí    |
| Chondong-ri  | 천동리     | 川東里  | Xuyên Đông lí  |
| Kuso-ri      | 구서리     | 九瑞里  | Cửu Thụy lí    |
| Namsan-dong  | 남산동     | 南山洞  | Sơn Nam động   |
| Osan-dong    | 오산동     | 梧山洞  | Ngô Sơn động   |
| Ryongbok-ri  | 룡복리     | 龍伏里  | Long Phục lí   |
| Sanyang-ri   | 산양리     | 山陽里  | Sơn Dương lí   |
| Sinsong-dong | 신성동     | 新成洞  | Tân Thành động |
| Sokpak-dong  | 석박동     | 石博洞  | Thạch Bác động |
| Yokchon-dong | 역전동     | 驛前洞  | Dịch Tiền động |
| Taekam-ri    | 택암리     | 宅庵里  | Trạch Am lí    |
| Taeyang-dong | 대양동     | 大陽洞  | Đại Dương động |
| Tongsan-ri   | 동산리     | 東山里  | Đông Sơn lí    |